# 田中和基
田中 和基（たなか かずき、1994年8月8日 - ）は、福岡県福岡市早良区出身のプロ野球選手（外野手）。右投両打。東北楽天ゴールデンイーグルス所属。
愛称は「かー君」。
NPBにおける平成最後の左右打席本塁打達成者。

## 経歴

### プロ入り前
福岡市立高取小学校3年時に、原少年野球部で野球をスタート。福岡市立高取中学校への入学当初は硬式野球の福岡ウイングスに所属していたが、1年の夏から校内の軟式野球部へ転じた。
西南学院高校への進学後は、両打ちの捕手として、対外試合で通算18本（右打席で10本、左打席で8本）の本塁打を放った。在学中の甲子園大会への出場はなかった。
立教大学への進学後は、硬式野球部での生活を四軍扱いの「D班」からスタートし、東京六大学野球リーグ戦へのベンチ入り可能な「A班」へ昇格したのは、2年時の夏になってからだった。2年の秋季リーグ戦では、左翼手のレギュラーの座を確保し、打撃面でも、左打ちに専念すると、打率.302、2本塁打を記録した。3年時には、春季リーグ戦こそ打率.214、ノーアーチと振るわなかったが、秋季リーグ戦では規定打席不足ながら打率.353を記録。さらに、対明治大学戦で柳裕也と上原健太から2試合連続本塁打を放つなど、谷田成吾（6本）・横尾俊建（5本）に次ぐ4本の本塁打を記録した。4年時の春季リーグから両打ちに戻すと、1シーズンに両打席で本塁打を記録し、盗塁はトップタイの7個を記録。7月には第28回ハーレムベースボールウィークの代表に選出された。秋季リーグ戦でも単独トップの5個の盗塁を記録した。在学中には、リーグ戦で通算59試合に出場。打率.270（185打数50安打）、9本塁打、28打点、16盗塁という成績を残した。野球部の1学年先輩に大城滉二、同期に田村伊知郎や澤田圭佑がいる。
2016年10月26日に行われたドラフト会議で、東北楽天ゴールデンイーグルスから3位指名を受け、契約金6000万円、年俸1200万円（金額は推定）という条件で入団した。背番号は25。担当スカウトは沖原佳典。

### 楽天時代
2017年は、開幕一軍入りを逃したものの、5月17日の対北海道日本ハムファイターズ戦（岩手県営野球場）9回表の守備で、中堅手として一軍公式戦にデビュー。5月19日の対千葉ロッテマリーンズ戦（ZOZOマリンスタジアム）では、チームの1点ビハインドで迎えた9回表一死から代走に起用されると、次打者・岡島豪郎への初球に二塁への盗塁に成功（一軍公式戦初盗塁）。涌井秀章の暴投で三塁へ進むと、次打者の藤田一也の一塁ゴロの間に本塁へ生還して公式戦初得点を記録した。5月20日の同カードで「9番・右翼手」として初めてスタメンへ起用されると、延長10回表に有吉優樹から公式戦初安打を二塁打で記録。延長12回表に迎えた次の打席では、土肥星也から、右打席で決勝の2点本塁打を放った。7月13日のフレッシュオールスターゲーム2017（草薙球場）では、イースタン・リーグ選抜チームの「3番・中堅手」としてフル出場を果たした。一軍公式戦全体では、代走や外野の守備固めを中心に51試合へ出場。打率は.111にとどまったものの、主に代走で盗塁を重ね、チームトップタイの7盗塁を記録した。二軍公式戦では、42試合の出場で打率.295、6本塁打、14盗塁、OPS.858を記録。
チームのレギュラーシーズン3位で迎えたポストシーズンでは、クライマックスシリーズで、埼玉西武ライオンズとのファーストステージ（メットライフドーム）および、福岡ソフトバンクホークスとのファイナルステージ（福岡ヤフオク!ドーム）へ2試合ずつ出場。ファーストステージでは二塁打、ファイナルステージでは得点を記録した。シーズン終了後に台湾で開催の2017アジアウインターベースボールリーグにも、NPBイースタン選抜の一員として派遣されている。
2018年、公式戦の開幕を一軍で迎えたが、開幕直後の4月5日に出場選手登録を抹消された。その後もイースタン・リーグ公式戦での打率が1割台の前半にまで低迷していたため、二軍監督の池山隆寛の勧めでノーステップ打法を導入し、5月23日から一軍へ復帰すると、1番中堅手としてスタメンに定着。復帰から1か月足らずの間に2試合連続を含むチームトップの4本塁打や8盗塁を記録したほか、セ・パ交流戦直前の対ソフトバンク戦（5月26日）から交流戦期間中（6月8日）の対広島東洋カープ戦（MAZDA Zoom-Zoom スタジアム広島）まで11試合連続で安打を放った。8月1日の対オリックス・バファローズ戦（京セラドーム大阪）では、3回表の第1打席でアンドリュー・アルバースから右打席でシーズン10号本塁打、8回表の第4打席で近藤大亮から左打席で11号本塁打を記録。NPBの一軍公式戦では2010年の赤田将吾（オリックス）、チームでは2009年のフェルナンド・セギノール以来の1試合両打席本塁打を達成した。9月17日の対ロッテ戦（ZOZOマリン）では、高野圭佑から左打席でシーズン18号本塁打を放ったことによって、球団の生え抜き選手によるシーズン最多本塁打記録を更新。一軍公式戦通算105試合の出場で、パ・リーグの規定打席へ初めて到達し、打率.265、18本塁打、45打点、21盗塁という成績を残した。また、パシフィック・リーグ新人王の資格を有していたことから、新人王選考の記者投票で山本由伸や加治屋蓮、藤岡裕大らとの争いを制して112票を獲得し、チームでは2013年の則本昂大以来3人目、野手としてはチーム史上初の新人王に選ばれた。両打ちの野手が新人王はパ・リーグ初であった。シーズン終了後の日米野球では、プロ入り後初めて日本代表のメンバーとして参加。全6試合中3試合でスタメンに起用され、盗塁と得点を記録した。
2019年、日本代表の強化試合（オープン戦期間中の3月上旬にメキシコ代表との2連戦として京セラドーム大阪で開催）に向けた代表のメンバーに選ばれていたが、強化試合の直前にチームの台湾遠征中（Lamigoモンキーズとの親善試合）、3月1日の親善試合6回裏の守備で打球を追った際にファウルグラウンドで転倒。そのまま起き上がれずに担架で病院へ搬送されると、右足首の捻挫が判明したため、日本代表の辞退を余儀なくされた。オープン戦の終盤に実戦へ復帰し、一軍公式戦の開幕からスタメンに名を連ねたが、開幕後に左手の三角骨を骨折。その影響で打撃が振るわず、4月下旬からのスタメン落ちを経て、5月13日に出場選手登録を抹消された。6月下旬に実戦へ復帰したが、骨折の影響が右打席での打撃に残ることから、事実上左打席に専念した。レギュラーシーズン全体では、一軍公式戦59試合の出場で、打率.188、1本塁打、9打点と不本意な成績に終わった。シーズン終了後の11月22日には、推定年俸3200万円（前年から800万円減）という条件で契約を更改し、高校時代の同級生とシーズン中に結婚したことを発表した。
2020年は開幕から二軍で調整し、8月4日に初めて昇格。翌日のソフトバンク戦で先発出場し、4打席で全て出塁する活躍を見せた。代走や守備固めが中心であったが、8月8日のソフトバンク戦でバースデー適時打、8月20日の日本ハム戦でシーズン初猛打賞を記録し、前日の試合から3打席連続打点を記録。9月5日のオリックス戦では2番で起用され2年ぶりに1試合2本塁打を記録すると、22日のロッテ戦では石川歩から先頭打者本塁打を放った。同月、トレードで田中貴也が入団した関係上、報道上の表記およびスコアボード上の表記が「田中和」に変更された。10月25日の日本ハム戦では、樋口龍之介が放ったライトフェンスを越える軌道の打球をキャッチし、本塁打を阻止した（樋口は次の打席でプロ初本塁打を記録）。最終的には80試合に出場し打率.240を記録したが、年俸は400万円減の推定年俸2800万円で更改した。
2021年は開幕を一軍で迎えたが、4月10日に出場選手登録を抹消。最終的には61試合に出場し打率.136、3打点、本塁打は0と不本意な成績に終わり、600万円減となる推定年俸2200万円で更改した。
2022年は、開幕一軍入りを果たすと、3月27日の対ロッテ戦（楽天生命パーク）で鈴木昭汰からサヨナラ適時二塁打を放ち、チームのシーズン初勝利に貢献した。また、5月3日の対日本ハム戦（札幌ドーム）では加藤貴之から2点本塁打を打ち勝利に貢献した。守備固めや代走を中心として1年を通して一軍に帯同したが、打撃は打率.143・1本塁打・5打点と結果を残すことが出来ず、オフには200万円減となる推定年俸2000万円で契約を更改した。

## 選手としての特徴
立教大学の2年時に「D班」から「A班」へ抜擢されたのは、フリーバッティングで3打席連続本塁打を放ったことがきっかけとされ、楽天への入団当初もスカウトより「びっくりするほどのパワーを持っている」と評価された。
大学時代には、手動計測ながら50メートル走で5秒89、遠投で120メートルを記録している。松坂大輔が剣道を通じて肩を強くしたエピソードに倣って、小学生時代には、6年間にわたって剣道の道場に通っていた。
元来は右利きだが、前述したほどの俊足を生かすために、小学生時代から左打ちに挑戦。楽天への入団後は、左打席で柳田悠岐、右打席で浅村栄斗のバッティングを参考にしながらも、右打席でのバッティングを課題に挙げている。
2018年シーズン途中からはノーステップ打法を取り入れている。打席でのタイミングが取りやすいことや、目線がぶれないこと、バットが一番強く振れるポイントでボールに当たることを発見したという。
右打席のみノーステップ打法を辞めることを試した時期もあったが、2020年8月5日で立ったシーズン初打席においては、左打席と同じノーステップ打法であり、2打席目には二塁打を記録した。

## 人物
学生時代には、学業でも優秀な成績を収めていた。中学生時代に福岡ウィングスを短期間で退団したのは、「練習場が自宅から遠くて、勉強に専念できない」との理由による。福岡県内有数の進学校である西南学院高校時代には、2年時まで理系コースに籍を置いていたが、指定校推薦による立教大学への進学を見越して、3年時に文系コースへ転籍。3年時の評定平均は、5点満点で4.1と高かった。田中によれば、進学先を立教大学に絞ったのは、「（東京六大学野球リーグに参加している他の私立大学に比べて）指定校推薦や一般入試で入学した選手でも、（登録選手としてリーグ戦の）ベンチに入ったり、リーグ戦へ出場したりしていて、高校時代までクリーンアップの座が約束されていた自分にもレギュラー争いのチャンスがあると思ったから」という。
立教大学「D班」時代の練習では現ニッポン放送アナウンサーの大泉健斗のサポートを受けており、プロ入り後には取材を機に再会を果たした。

## 詳細情報

### 年度別打撃成績
| 年 度     | 球 団     | 試 合 | 打 席 | 打 数 | 得 点 | 安 打 | 二 塁 打 | 三 塁 打 | 本 塁 打 | 塁 打 | 打 点 | 盗 塁 | 盗 塁 死 | 犠 打 | 犠 飛 | 四 球 | 敬 遠 | 死 球 | 三 振 | 併 殺 打 | 打 率 | 出 塁 率 | 長 打 率 | O P S |
| --------- | --------- | ----- | ----- | ----- | ----- | ----- | -------- | -------- | -------- | ----- | ----- | ----- | -------- | ----- | ----- | ----- | ----- | ----- | ----- | -------- | ----- | -------- | -------- | ----- |
| 2017      | 楽天      | 51    | 59    | 54    | 9     | 6     | 2        | 0        | 1        | 11    | 2     | 7     | 2        | 2     | 0     | 3     | 0     | 0     | 25    | 0        | .111  | .158     | .204     | .362  |
| 2018      | 楽天      | 105   | 465   | 423   | 67    | 112   | 11       | 1        | 18       | 179   | 45    | 21    | 6        | 4     | 1     | 37    | 0     | 0     | 101   | 4        | .265  | .323     | .423     | .746  |
| 2019      | 楽天      | 59    | 193   | 160   | 22    | 30    | 6        | 2        | 1        | 43    | 9     | 3     | 7        | 5     | 2     | 26    | 1     | 0     | 37    | 3        | .188  | .298     | .269     | .569  |
| 2020      | 楽天      | 80    | 282   | 254   | 38    | 61    | 10       | 1        | 8        | 97    | 25    | 6     | 2        | 3     | 1     | 23    | 0     | 1     | 76    | 2        | .240  | .305     | .382     | .687  |
| 2021      | 楽天      | 61    | 67    | 59    | 5     | 8     | 0        | 0        | 0        | 8     | 3     | 0     | 0        | 0     | 0     | 7     | 0     | 1     | 16    | 0        | .136  | .239     | .136     | .374  |
| 2022      | 楽天      | 77    | 70    | 63    | 10    | 9     | 3        | 0        | 1        | 15    | 5     | 6     | 3        | 0     | 0     | 6     | 0     | 1     | 25    | 4        | .143  | .229     | .238     | .467  |
| 2023      | 楽天      | 95    | 41    | 34    | 22    | 3     | 0        | 0        | 2        | 9     | 3     | 3     | 2        | 2     | 0     | 5     | 0     | 0     | 13    | 1        | .088  | .205     | .265     | .470  |
| 2024      | 楽天      | 68    | 34    | 31    | 8     | 4     | 1        | 0        | 0        | 5     | 0     | 0     | 0        | 3     | 0     | 0     | 0     | 0     | 9     | 0        | .129  | .129     | .161     | .290  |
| 通算：8年 | 通算：8年 | 596   | 1211  | 1078  | 181   | 233   | 33       | 4        | 31       | 367   | 93    | 46    | 22       | 19    | 4     | 107   | 1     | 3     | 302   | 14       | .216  | .288     | .340     | .628  |

- 2024年度シーズン終了時

### 年度別守備成績
| 年 度 | 球 団 | 外野  | 外野  | 外野  | 外野  | 外野  | 外野     |
| 年 度 | 球 団 | 試 合 | 刺 殺 | 補 殺 | 失 策 | 併 殺 | 守 備 率 |
| ----- | ----- | ----- | ----- | ----- | ----- | ----- | -------- |
| 2017  | 楽天  | 40    | 37    | 0     | 2     | 0     | .949     |
| 2018  | 楽天  | 104   | 243   | 4     | 2     | 2     | .992     |
| 2019  | 楽天  | 54    | 97    | 1     | 1     | 0     | .990     |
| 2020  | 楽天  | 76    | 130   | 1     | 1     | 0     | .992     |
| 2021  | 楽天  | 50    | 42    | 3     | 2     | 1     | .957     |
| 2022  | 楽天  | 68    | 52    | 0     | 0     | 0     | 1.000    |
| 2023  | 楽天  | 81    | 40    | 2     | 0     | 1     | 1.000    |
| 2024  | 楽天  | 59    | 33    | 0     | 0     | 0     | 1.000    |
| 通算  | 通算  | 532   | 674   | 11    | 8     | 4     | .988     |

- 2024年度シーズン終了時

### 表彰
- 新人王（2018年）

### 記録
初記録
- 初出場：2017年5月17日、対北海道日本ハムファイターズ7回戦（岩手県営野球場）、9回表に島内宏明に代わり中堅手で出場
- 初盗塁：2017年5月19日、対千葉ロッテマリーンズ8回戦（ZOZOマリンスタジアム）、9回表に二盗（投手：涌井秀章、捕手：吉田裕太）
- 初得点：同上、9回表に藤田一也の一野選
- 初打席：同上、10回表に内竜也から一塁ゴロ
- 初先発出場：2017年5月20日、対千葉ロッテマリーンズ9回戦（ZOZOマリンスタジアム）、9番・右翼手で先発出場
- 初安打：同上、10回表に有吉優樹から中越二塁打
- 初本塁打・初打点：同上、12回表に土肥星也から左越2ラン

その他記録
- 1試合左右両打席本塁打：2018年8月1日、対オリックス・バファローズ16回戦（京セラドーム大阪）、3回表に右打席でアンドリュー・アルバースから、8回表に左打席で近藤大亮から本塁打 ※史上18人目41度目、楽天球団に所属した日本人選手では史上初

### 背番号
- 25（2017年 - ）
  - 7（2018日米野球）

### 代表歴
- 2016 ハーレムベースボールウィーク 日本代表[8]
- 2017アジアウインターベースボールリーグ：NPBイースタン選抜[13]
- 2018日米野球

### 登場曲
- 「weeeek」NEWS（2017年）
- 「come again」m-flo（2018年）
- 「風吹けば恋」チャットモンチー（2018年途中）
- 「キレイな唄」阿部真央（2018年途中 - ）
- 「Believe in yourself」阿部真央（2018年途中 - 2019年途中）※第3打席のみ
- 「這い上がれMY WAY」阿部真央（2019年途中 - ）※第3打席のみ
- 「裸～nude～」Vo Vo Tau（2020年途中 - ）※第3打席のみ